# Cecilía Rán Rúnarsdóttir
Cecilía Rán Rúnarsdóttir (Reykjavík, 26 luglio 2003) è una calciatrice islandese, portiere dell'Inter e della nazionale islandese.

## Carriera

### Club
Il 17 luglio 2024 Rúnarsdóttir viene ceduta in prestito per una stagione all'Inter, in Serie A. Il 1° luglio 2025, viene ufficialmente riscattata dal club nerazzurro, con cui firma un contratto quadriennale.

### Nazionale
Viene convocata per la prima volta in nazionale maggiore nell'agosto 2019, in occasione dei match di qualificazione al campionato europeo femminile 2022. 
Tuttavia il debutto arriva solamente l'anno successivo, il 4 marzo 2020, quando scende in campo da titolare nella gara di Pinatar Cup vinta 1-0 contro l'Irlanda del Nord. Nell'occasione è anche la più giovane debuttante della storia della nazionale islandese, all'età di 16 anni, 7 mesi e 7 giorni.

## Statistiche

### Presenze e reti nei club
Statistiche (parziali) aggiornate al 1° luglio 2025.
| Stagione             | Squadra              | Campionato           | Campionato | Campionato | Coppe nazionali | Coppe nazionali | Coppe nazionali | Coppe continentali | Coppe continentali | Coppe continentali | Altre coppe | Altre coppe | Altre coppe | Totale | Totale |
| Stagione             | Squadra              | Comp                 | Pres       | Reti       | Comp            | Pres            | Reti            | Comp               | Pres               | Reti               | Comp        | Pres        | Reti        | Pres   | Reti   |
| -------------------- | -------------------- | -------------------- | ---------- | ---------- | --------------- | --------------- | --------------- | ------------------ | ------------------ | ------------------ | ----------- | ----------- | ----------- | ------ | ------ |
| 2019                 | Fylkir               | ÚK                   | 15         | 0          | CI              | 3               | 0               |                    | -                  | -                  |             | -           | -           | 18     | 0      |
| 2020                 | Fylkir               | ÚK                   | 15         | 0          | CI              | 1               | 0               |                    | -                  | -                  |             | -           | -           | 16     | 0      |
| Totale Fylkir        | Totale Fylkir        | Totale Fylkir        | 30         | 0          | -               | 4               | 0               | -                  | -                  | -                  | -           | -           | -           | 34     | 0      |
| 2021                 | KIF Örebro           | DS                   | 7          | -9         | CS              | 1               | 0               |                    | -                  | -                  |             | -           | -           | 8      | -9     |
| 2021-2022            | Bayern Monaco        | FB                   | 1          | -6         | CG              | 1               | 0               | UWCL               | 0                  | 0                  | -           | -           | -           | 2      | -6     |
| 2022-2023            | Bayern Monaco        | FB                   | 0          | 0          | CG              | 0               | 0               | UWCL               | 0                  | 0                  | -           | -           | -           | 0      | 0      |
| 2023-2024            | Bayern Monaco        | FB                   | -          | -          | CG              | -               | -               | UWCL               | -                  | -                  | -           | -           | -           | -      | -      |
| Totale Bayern Monaco | Totale Bayern Monaco | Totale Bayern Monaco | 1          | 0          | -               | 1               | 0               | -                  | 0                  | 0                  | -           | -           | -           | 2      | 0      |
| 2024-2025            | Inter                | A                    | 23         | -22        | CI              | 1               | -2              | -                  | -                  | -                  | -           | -           | -           | 24     | -24    |
| Totale carriera      | Totale carriera      | Totale carriera      | 60+        | -37+       | -               | 7               | -2+             | -                  | 0                  | 0                  | -           | .           | .           | 67+    | -39+   |

### Cronologia presenze e reti in Nazionale
| Cronologia completa delle presenze e delle reti in nazionale ― Islanda | Cronologia completa delle presenze e delle reti in nazionale ― Islanda | Cronologia completa delle presenze e delle reti in nazionale ― Islanda | Cronologia completa delle presenze e delle reti in nazionale ― Islanda | Cronologia completa delle presenze e delle reti in nazionale ― Islanda | Cronologia completa delle presenze e delle reti in nazionale ― Islanda | Cronologia completa delle presenze e delle reti in nazionale ― Islanda | Cronologia completa delle presenze e delle reti in nazionale ― Islanda |
| Data                                                                   | Città                                                                  | In casa                                                                | Risultato                                                              | Ospiti                                                                 | Competizione                                                           | Reti                                                                   | Note                                                                   |
| ---------------------------------------------------------------------- | ---------------------------------------------------------------------- | ---------------------------------------------------------------------- | ---------------------------------------------------------------------- | ---------------------------------------------------------------------- | ---------------------------------------------------------------------- | ---------------------------------------------------------------------- | ---------------------------------------------------------------------- |
| 4-3-2020                                                               | San Pedro del Pinatar                                                  | Irlanda del Nord                                                       | 0 – 1                                                                  | Islanda                                                                | Pinatar Cup 2020                                                       | -                                                                      |                                                                        |
| 27-10-2020                                                             | Solna                                                                  | Svezia                                                                 | 2 – 0                                                                  | Islanda                                                                | Amichevole                                                             | -                                                                      | 81’                                                                    |
| 10-4-2021                                                              | Firenze                                                                | Italia                                                                 | 1 – 0                                                                  | Islanda                                                                | Amichevole                                                             | -1                                                                     |                                                                        |
| 15-6-2021                                                              | Reykjavík                                                              | Islanda                                                                | 2 – 0                                                                  | Irlanda                                                                | Amichevole                                                             | -                                                                      |                                                                        |
| 26-10-2021                                                             | Reykjavík                                                              | Islanda                                                                | 5 – 0                                                                  | Cipro                                                                  | Qual. Mondiali 2023                                                    | -                                                                      |                                                                        |
| 25-11-2021                                                             | Almere                                                                 | Giappone                                                               | 0 – 2                                                                  | Islanda                                                                | Amichevole                                                             | -                                                                      |                                                                        |
| 18-2-2022                                                              | Carson                                                                 | Islanda                                                                | 1 – 0                                                                  | Nuova Zelanda                                                          | SheBelieves Cup 2022                                                   | -                                                                      |                                                                        |
| 24-2-2022                                                              | Frisco                                                                 | Stati Uniti                                                            | 5 – 0                                                                  | Islanda                                                                | SheBelieves Cup 2022                                                   | -3                                                                     | 46’                                                                    |
| 7-4-2022                                                               | Belgrado                                                               | Bielorussia                                                            | 0 – 5                                                                  | Islanda                                                                | Qual. Mondiali 2023                                                    | -                                                                      |                                                                        |
| 18-2-2023                                                              | San Pedro del Pinatar                                                  | Islanda                                                                | 0 – 0                                                                  | Galles                                                                 | Pinatar Cup 2023                                                       | -                                                                      |                                                                        |
| 11-4-2023                                                              | Zurigo                                                                 | Svizzera                                                               | 1 – 2                                                                  | Islanda                                                                | Amichevole                                                             | -1                                                                     |                                                                        |
| 18-7-2023                                                              | Wiener Neustadt                                                        | Austria                                                                | 0 – 1                                                                  | Islanda                                                                | Amichevole                                                             | -                                                                      |                                                                        |
| 29-11-2024                                                             | Murcia                                                                 | Canada                                                                 | 0 – 0                                                                  | Islanda                                                                | Amichevole                                                             | -                                                                      |                                                                        |
| 21-2-2025                                                              | Zurigo                                                                 | Svizzera                                                               | 0 – 0                                                                  | Islanda                                                                | UEFA Women's Nations League 2025 - 1º turno                            | -                                                                      |                                                                        |
| 25-2-2025                                                              | Le Mans                                                                | Francia                                                                | 3 – 2                                                                  | Islanda                                                                | UEFA Women's Nations League 2025 - 1º turno                            | -3                                                                     |                                                                        |
| 30-5-2025                                                              | Trondheim                                                              | Norvegia                                                               | 1 – 1                                                                  | Islanda                                                                | UEFA Women's Nations League 2025 - 1º turno                            | -1                                                                     |                                                                        |
| 3-6-2025                                                               | Reykjavik                                                              | Islanda                                                                | 0 – 2                                                                  | Francia                                                                | UEFA Women's Nations League 2025 - 1° turno                            | -2                                                                     |                                                                        |
| 27-6-2025                                                              | Stara Pazova                                                           | Serbia                                                                 | 1 – 3                                                                  | Islanda                                                                | Amichevole                                                             | -1                                                                     |                                                                        |
| 2-7-2025                                                               | Thun                                                                   | Islanda                                                                | 0 – 1                                                                  | Finlandia                                                              | Euro 2025 - 1° turno                                                   | -1                                                                     |                                                                        |
| 6-7-2025                                                               | Berna                                                                  | Svizzera                                                               | 2 – 0                                                                  | Islanda                                                                | Euro 2025 - 1° turno                                                   | -2                                                                     |                                                                        |
| 10-7-2025                                                              | Thun                                                                   | Norvegia                                                               | 4 – 3                                                                  | Islanda                                                                | Euro 2025 - 1° turno                                                   | -4                                                                     |                                                                        |
| Totale                                                                 |                                                                        | Presenze                                                               | 21                                                                     |                                                                        | Reti                                                                   | -19                                                                    |                                                                        |

## Palmarès

### Club
- Campionato tedesco: 1

Bayern Monaco: 2023-2024
- Campionato islandese di terza divisione: 1

Afturelding/Fram: 2017

### Individuale
- Giovane promessa dell'anno: 1

2020